# Сант'Антоніно-ді-Суза
Сант'Антоніно-ді-Суза (італ. Sant'Antonino di Susa, п'єм. Sant Antonin) — муніципалітет в Італії, у регіоні П'ємонт,  метрополійне місто Турин.
Сант'Антоніно-ді-Суза розташований на відстані близько 550 км на північний захід від Рима, 33 км на захід від Турина.
Населення — 4389 осіб (2014).
Щорічний фестиваль відбувається 8 вересня. Покровитель — Sant'Antonino di Apamea.

## Демографія
Населення за роками:

Станом на 1 січня 2023 року в муніципалітеті офіційно проживали 342 іноземці з 27 країн, серед них 182 громадяни країн Євросоюзу.

## Сусідні муніципалітети
- Боргоне-Суза
- Коацце
- Кондове
- Ває
- Віллар-Фокк'ярдо